# Johannes Heinrichs (Jurist)
Johannes Heinrichs (* 11. Mai 1590 in Lübeck; † 9. September 1664 ebenda) war ein deutscher Jurist und Ratssekretär der Hansestadt Lübeck.

## Leben
Johannes Heinrichs immatrikulierte sich 1606 als Johannes Hinricksen zum Studium der Rechtswissenschaften an der Universität Rostock. Ab 1616 ist er in Lübeck als Prokurator am Niedergericht wie am Obergericht nachgewiesen. 1647 bewarb er sich beim Lübecker Rat um die Stelle des Registrators und wurde als solcher angenommen. Er stieg zum Ratssekretär auf. Bei seiner Trauerfeier hielt der Rektor des Katharineums zu Lübeck die Leichenrede. Heinrichs wurde in der Lübecker Katharinenkirche bestattet.
Sein Sohn, der Magister Rudolph Hinrichsen wurde lutherischer Geistlicher und war 1654–1672 Pastor an St. Andreas in Schlutup.